# Per Ludvigsen

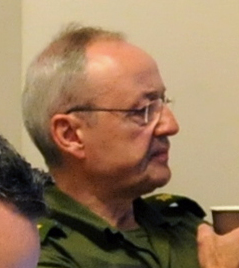
Per Ludvigsen, 2014

Per Ludvigsen (* 11. Oktober 1957 in Brædstrup, Horsens Kommune) ist ein dänischer Generalleutnant und der stellvertretende Befehlshaber der dänischen Streitkräfte (Viceforsvarschefen).

## Leben
Per Ludvigsen trat 1976 in die dänischen Streitkräfte ein und absolvierte von 1977 bis 1981 seine Ausbildung zum Offizier an der Hærens Officersskole. Bis 1984 diente er, unter anderem als Kompaniechef, der Den Kongelige Livgarde, einer Infanterieeinheit des Heeres, die unter anderen mit protokollarischen Aufgaben vor dem Königsschloss in Kopenhagen betraut ist. 1984 war er zudem Teil des dänischen Kontingentes in Zypern im Rahmen der UN-Mission United Nations Peacekeeping Force in Cyprus. Danach wurde er für ein Jahr in Verteidigungsministerium eingesetzt, bevor er ein Sabbatical einlegte.
Danach schlossen sich diverse Verwendungen wieder bei der Den Kongelige Livgarde an, zudem eine als Lehrer im Fach Taktik an der Forsvarsakademiet und einen Posten im Verteidigungsministerium. 1995 wurde er Bataillonskommandeur der Leibgarde und im gleichen Jahr zum Oberstleutnant befördert. Bis 1999 wurde er wiederum im Ministerium eingesetzt, bevor sich 2000 bis 2001 ein weiterer Auslandseinsatz, im Rahmen der Mission SFOR in Bosnien und Herzegowina anschloss. Danach übernahm er das Kommando über die 3. Jyske Brigade der dänischen Streitkräfte in Jütland und wurde zum Oberst befördert.
2003 bis 2008 war er mit der Planung (Planlægningsstaben) und Koordinierung (Koordinationsstaben), jeweils als Abteilungsleiter, der dänischen Streitkräfte beauftragt, ab 2003 als Generalmajor, danach als National Materieldirektør bis 2011 für die Versorgung der Streitkräfte zuständig. Es schlossen sich eine Verwendung als Generalinspektør og chef for Personelstaben im Stab der Streitkräfte (2011–2013) sowie als Kommandeur des Hærens Operative Kommando an, das die dänischen Landstreitkräfte operativ führt, etwa in Auslandseinsätzen.
2014 wurde er zum Viceforsvarschef ernannt und zum Generalleutnant befördert.